# Нгуєн (тюа)
Тюаство Нгуєн (1558 —1777 роки) — в'єтнамське князівство, що правило в центральній та південній частині держави Дайв'єт під час фактично розпаду. Вело боротьбу з родом Чинь. Зрештою зазнало поразки під час повстання Тейшонів.

## Історія
Нгуєни ведуть своє походження від впливового клану провінції Тханьхоа. Першим відомим представником був Нгуєн Бак, що обіймав у X ст. провінційні посади в часи династії Дінь. Піднесення почалося у XV ст., коли рід підтримав Ле Лоя у війні проти китайської династії Мін. З цього моменту цей рід увійшов до найзнатніших Дайв'єту. Становище посилилося за часів регентства Нгуєн Тхі Ань, матері імператора Ле Нян Тонга у 1442—1459 роках. В цей час представники роду отримують титул тюа (на кшталт князя).
1510-х роках члени роду брали участь у придушенні декількох заколотів й повстань. 1522 року вступили у протистояння з впливовим командувачем Мак Данг Зунгом, але той завдав ударів Нгієнам та їх союзникам Чиням. У 1527 року, коли Мак Данг Зунг змістив імператора Ле Кунг Хоанга і заснував нову династію Мак. Нгуєни і Чині відступили до провінції Тханьхоа, відмовившись визнати владу Мак. Усі області на південь від Хонгха опинилися під їх контролем. Союз Чиней і Нгуєнів очолював Нгуєн Кім, донька якого була одружена з Чинь Кіємом, головою роду Чинь. У 1533 році спільні війська князів (тюа) Нгуєн і Чінь відвоювали більшу частину Дайв'єту, де відновили династію Ле на роні. Новим імператором став Ле Чанг Тонг. При цьому головою уряду став Нгуєн Кім, кий ефектино боровся з Мак Хіен Тонгом, але невдовзі стикнувся з імперією Мін, що намагалася грати на боротьбі династій Ле і Мак.
В 1545 року Нгуен Кім був отруєний. Головою союзу мав стати його син Нгуєн Уонг, але він був убитий Чинь К'ємом, внаслідок чого посада очільника уряду перейшла до останнього. Інший син Кіма — Нгуєн Хоанг — 1558 року отаборився в родинних володіннях провінції Тханьхоа, де виявив покірність Чиням. 1568 року був спрямований на південь для управління провінціями О-Чау (тепер Куангбінь та Куангнам). Резиденцією стало місто Чіє Фонг, після чого почав поширювати свою владу на південь, тоді як князі Чинь продовжували воювати з Маками за північ держави.
В 1592 місто Донг Кінь був відвойований армією Чинь Тунга. 1593 року Нгуєн Хоанг прибув допомогти Чиням у знищенні залишків армії Маків, проте невдовзі перестав підкорятися наказам зі столиці, оскільки там фактичну владу захопили Чині.
1600 року Нгуєн Хоанг, звинувативши тюа Чинь Тунга в підтримці повстання в провінції Ніньбінь, розірвав відносини з двором нового імператора Ле Кінь Тонга. Проте бойові не проводилися. Наступний тюа — Нгуєн Фук Нгуєн — продовжив політику попередника. При цьому налагоджувалися контакти з португальцями з метою отримання вогнепальної зброї та найманців. З 1611 року почалися війни проти держави чамів Пандуранг, які тривали з перервами протягом 80 років. 1615 року дозволено португальцям заснувати торгову факторію в Фейфо, що неподалік Фусуана.
1620 року, скориставшись поваленням родом Чинь імператора, Нгуєн Фук Нгуєн заявив, що не надсилатиме жодних податків центральному уряду, а також не визнає нового імператора Ле Чан Тонга. 1627 року почалася відкрита війна. Війська Нгуєнів відбили атаки Чинів, не намагаючись рухатися на північ. Навпаки головним пріоритетом залишалося розширення влади на південь. Було встановлено союзні відносини з камбоджійським володарем Четтою II, завдяки шлюбній дипломатії з яким 1623 року вдалося отримати Прей Нокор. 1636 року столицю Нгуєнів було перенесено до Фусуана.
1640 року тюа Нгуєн Фук Лан надав дозвіл католицькому місіонеру Олександру де Роду спорудити костел в своїй столиці та почати проповідувати християнство. 1646 року тюа вирішив, що католицизм загрожує його владі. Місіонера було засуджено до смерті, але потім вирок замінили на вигнання з загрозою страти у разі повернення. 1648 року невдовзі після падіння династії Мін тюа Нгуєн Фук Тоном було надано дозвіл китайським біженцям (більшість з них належали до знаті, заможних та освічених верств) оселитися в містах під владою Нгуєнів.
З 1658 року починається збройне втручання в справи Камбоджі з метою спочатку розширення володінь, а потім підкорення цієї країни. 1673 року було завершено війну проти Чинів, не втративши жодних володінь. 1693 року остаточно зломлено опір держави Пандуранг, захоплено південну долину річки Меконг. Нгуєни створили номінальне князівство Туен Тхань, щоб мати владу над двором чамів. Разом з тим держава отримує потужний морський флот у 200 вітрильних суден, кожне з яких було озброєно 16—22 гармат, та 600 легких гребельних суден.
У 1708 році було підтримано колишнього володаря Камбоджі Анг Ема проти Томмо Рачеа III, на боці якого стояв Йю Хуа Тхай Са, володар Аюттхаї. Біля Бантеймеа армія Нгуєн перемогла вороже військо, 1710 року Томмо Рачеа III зазнав поразки й втік до Аюттхаї. У 1713 і 1714 роках здійснено похід проти Анг Ема, що не бажав передавати обіцяні землі. До 1722 року Нгуєни зберігали вплив на Камбоджу, що стала фактично їх васалом. При цьому частину гирла Меконгу отримав тюа Нгуєн Фук Тю.
1736 року було надано допомогу камбоджійському правителю Сатті II, що вимушен був протистояти Томмо Рачеа III. 1739 року останній після перемоги спробував повернути втрачені землі. Війна тривала 10 років, і в результаті Нгуєни відбили всі набіги і втримали дельту Меконгу.
У 1755 року Нгуєн Фук Кхоат вдерся до Аюттхаї, скориставшись війною тамтешнього правителя Боромакота проти Алуанпаї за Мантабан. До кінця війни Нгуєни захопили Хатьєн — порт у Сіамській затоці, потім стали загрожувати Пномпеню. 1769 року Нгуєни намагалися використати внутрішню боротьбу в Аюттхаї для підкорення Камбоджі. Але стикнулися з талановитим правителем Таксином, внаслідок чого 1772 року зазнали поразки і були змушені залишити Камбоджу
1773 року тюа стикнулися з потужним повстанням братів Тейшон. У 1774 році проти Нгуєнів виступили тюа Чинь, військам яких вдалося прорватися на південь і захопити Фусуан. 1775 року Нгуєни перенесли столицю до Фейфо, який впав 1777 року і весь рід Нгуєнів був винищений, за винятком Нгуєн Фук Аня, який утік до Хатьєна, а потім до Тхонбурі.
У 1780 році Нгуєн Фук Ань почав нову боротьбу за владу з Тейшонами, яка завершилася 1802 року падінням останніх й встановленням династії Нгуєн.

## Устрій
Уся повнота влада належала тюа (князю). Зберігалася система часів династії Ле, поділ на тіж самі провінції, призначення чиновників, проведення державних іспитів.

## Економіка
Встановили гнучну податкову та фінансову політику, активно сприяли сільському господарству, ремісництву, рибальству, добуванню корисних копалень й торгівлі. Активно розвивали відносини з європейцями: французькими, англійськими, голландськими, іспанськими і португальськими торгівцями.
З часом більший прибуток стала приносити зовнішня торгівля з європейцями, що позначилося на розбудові морських портів. Крам (харчі, слонова кістка, олово, свинець, віск, фарби, срібло, сірка, шкіри, роги носорога, тютюн, цінна деревина, мушлі) сюди йшов з Філіппін, Яви, Тайваню, Малакки, Аютххаї, Китаю. З володінь Нгуєнів вивозили золото, залізо, шовк, цукор, галуни, бавовну, текстиль, перець.
Також місцеві торгівці займалися посередницькою торгівлею китайськими товарами з Японією, оскільки існувала заборона на торгівлі китайців і японців. Японським купцям було надано право поселитися в місті-порту Фейфо (поруч з португальською факторією). Згодом такий саме дозвіл отримали китайські купці.

## Культурна політика
Незважаючи на те, що Нгуєни були конфуціанцями, вони більше підтримували буддизм, що зрештою став панівною релігією в цих володіннях. Самі тюа фундували та фінансували зведення пагод, надалися привілеї буддійським монастирям.
Значний вплив на місцеву культуру мала китайська міграція, що відбувалася у 1640—1670-х роках внаслідок падіння династії Мін.